# Listă de scriitori mongoli
Aceasta este o listă de scriitori mongoli.
- Chuultsch Sandag (prima jumătate a secolului al XIX-lea)
- Dulduityn Rawdschaa (1803–1856)
- Wantschinbalyn Indschinasch (1837–1892)
- Bawuugiin Gelegbalsan (1846–1923)
- Rawdschaagiin Chischigbat (1849–1916)
- Namdschildordschiin Dandsanwandschil (1854–1907)
- Sodnombaldshiryn Bujannemech (1902-1937)
- Tsendiin Damdinsüren (1903–1986)
- Daschdordschiin Natsagdordsch (1906–1937)
- Bjambyn Rintschen (1905–1977)
- Donrowyn Namdag (1911–1984)
- Dondogijn Zewegmid (1915-1991)
- Tschoidschamdsyn Oidow (1917–1963)
- Tschadraabalyn Lodoidamba (1917–1969)
- Böchijn Baast (* 1921)
- Sonomyn Udwal (1921–1991)
- Begdsiin Jawuuchulan (1929–1982)
- Sengiin Erdene (1929–2000)
- Luwsandaschijn Sodow (* 1929)
- Dembeegiin Mjagmar (1933–1997)
- Mischigiin Tsedendordsch (1932–1982)
- Dendewiin Pürewdordsch (1933-2009)
- Njambuugiin Njamdordsch (1934–1996)
- Sormuunirschiin Daschdoorow (1935–1999)
- Lodongiin Tüdew (* 1935)
- Rjentschinii Tschoinom (1936–1979)
- Dordschiin Garmaa (* 1937)
- Scharawyn Sürendschaw (* 1938)
- Damdinsürengiin Urianchai (* 1940)
- Darmaagiin Batbajar (* 1941)
- Sandschiin Pürew (* 1941)
- Bawuugiin Lchagwasüren (* 1944)
- Galsan Tschinag (* 1944)
- Dandsangiin Njamsüren (1945–2002)
- Baldschiryn Dogmid (* 1945)
- Dalchaagiin Norow (* 1951)
- Dambyn Törbat (* 1955)
- Otschirbatyn Daschbalbar (1957–1999)
- Sandschaadschawyn Dschargalsaichan (1957-2007)
- Pürewdschawyn Bajarsaichan (1959-2007)
- Dordschdsowdyn Enchbold (* 1959)
- Baataryn Galsansüch (* 1972)
- Gerelchimeg Blackcrane (* 1975)